# Bruninho
Bruno Anderson da Silva Sabino (født 29. september 1989 i Porto Alegre) er en brasiliansk fodboldspiller, der spiller for den kinesiske klub Guangzhou R&F FC. 

## Klubkarriere
Han skiftede den 22. juli 2015 til FC Nordsjælland, hvor han skrev under på en treårig kontrakt.
Han er i 2016-17-sæsonen lejet ud til FC Midtjylland.

## Hæder

### Individuelt
- Månedens Superligaspiller, september 2015[2]